# Sæter (Aukra)
Sætervik este o localitate din comuna Aukra, provincia Møre og Romsdal, Norvegia.